# Slaget ved Romani
Slaget ved Romani var det sidste angreb som Centralmagterne gennemførte på landjorden mod Suez-kanalen i begyndelsen af Sinai og Palæstina-felttoget under 1. Verdenskrig. Slaget blev udkæmpet mellem den 3. og 5. august 1916 nær den egyptiske by Romani og det antikke Pelusium på Sinai-halvøen, 47 km øst for Suezkanalen. Denne sejr til den 52. infanteridivision og den beredne Anzac division fra den Egyptiske Ekspeditionsstyrke (EEF) over en kombineret osmannisk og tysk styrke, som var marcheret over Sinai, markerede afslutningen på felttoget for at forsvare Suez-kanalen, der var begyndt den 26. januar 1915. Denne sejr til det Britiske Imperium, den første mod det Osmanniske Rige i krigen, sikrede Suezkanalen mod angreb fra landjorden og afsluttede Centralmagternes ambitioner om at afbryde trafikken gennem kanalen ved at tage kontrollen over den strategisk vigtige nordlige adgang til Suez-kanalen. Den beredne Anzac divisions forfølgelse af osmannerne, som sluttede ved Bir el Abd den 12. august indledte Sinai og Palæstina-felttoget. Derefter var den beredne Anzac division med støtte fra kamelbrigaden i offensiven og trængte de tyske og osmanniske styrker langt tilbage over Sinaihalvøen og omgjorde på mest overbevisende måde det nederlag, som blev lidt ved Katia tre måneder tidligere.
Fra sidst i april 1916, efter at en tysk-ledet osmannisk styrke angreb britiske beredne styrker i slaget ved Katia, blev de britiske styrker i området først fordoblet fra en til to brigader og voksede derefter så hurtigt udviklingen i infrastrukturen kunne forsyne dem. Bygningen af jernbanen og vandrøret gjorde det snart muligt for en infanteridivision at slutte sig til de beredne brigader ved Romani. I sommerheden blev der foretaget regelmæssige patruljer og rekognosceringer fra basen i Romani mens infanteriet bygget en omfattende række af defensive skanser. Den 19. juli blev der rapporteret om fremrykning af en stor tysk, østrigsk og osmannisk styrke over det nordlige Sinai. Fra 20. juli og indtil slaget begyndte skiftedes de australske lette beredne 1. og 2. brigade til at rykke ud og have sammenstød med den fremrykkende fjendtlige kolonne.
I løbet af natten mellem 3. og 4. august 1916 indledte fjendtlige styrke, som omfattede den tyske German Pasha I enhed og den osmanniske 3. infanteridivision et angreb fra Katia mod Romani. Fremskudte tropper blev hurtigt involveret i kampe med den skærm af kavaleri, som var dannet af 1. lette beredne brigade (Anzac beredne division). Under intense kampe før daggry den 4. august blev de australske ryttere tvunget til langsomt at trække sig tilbage. Om morgenen blev deres linje forstærket med 2. lette beredne brigade og midt på formiddagen sluttede 5. beredne brigade og den beredne newzealandske riffelbrigade sig til kampen. Tilsammen lykkedes det disse fire brigader fra den beredne Anzac division at inddæmme angriberne og styre dem ud i dybt sand. Her kom angriberne indenfor rækkevidde af den stærkt forskansede 52. infanteridivision, som forsvarede Romani og jernbanen. Koordineret modstand fra alle disse EEF enheder, dybt sand, hede og tørst virkede i sammenhæng og de tyske, østrigske og osmanniske fremstød blev stoppet. Selv om den angribende styrke kæmpede hårdt for at holde sine stillinger den følgende morgen var de om aftenen blev trængt tilbage til deres udgangspunkt ved Katia. Den retirerende styrke blev forfulgt af den beredne Anzac division fra 6. til 9. august, og i denne periode kom det til kampe mellem en stærk bagtrop af osmanniske og tyske styrker og de fremrykkende australske, newzealandske og britiske styrker. Forfølgelsen endte den 12. august da den tyske og osmanniske styrke opgav deres base ved Bir el Abd og trak sig tilbage til al-Arish.

## Baggrund
Ved starten på 1. Verdenskrig havde det egyptiske politi, som kontrollerede Sinai-halvøen trukket sig tilbage og efterladt området stort set uden beskyttelse. I februar 1915 angreb en tysk og osmannisk styrke uden held Suez-kanalen. Mindre osmanniske og beduinstyrker, som opererede på Sinai fortsatte med at true kanalen fra marts gennem slaget om Gallipoli indtil juni, hvor de praktisk taget ophørte indtil efteråret. I mellemtiden støttede tyskerne og det Osmanniske Rige en opstand blandt Senussierne (en politisk religiøs gruppe) ved Egyptens vestlige grænse, som begyndte i november 1915.
I februar 1916 var der imidlertid ingen synlige tegn på usædvanlig militær aktivitet på selve Sinai da briterne begyndte bygningen af den første 40 km lange etape af en normalsporet jernbane og vandledning fra Qantara til Romani og Katia. Rekognosceringsfly fra Royal Flying Corps og amfibiefly fra Royal Naval Air Service fandt kun små, spredte osmanniske styrker i Sinai regionen og ingen tegn på større ansamlinger af tropper i det sydlige Palæstina.
I slutningen af marts og begyndelsen af april 1916 var den britiske tilstedeværelse i Sinai i vækst. 25 km spor med sidespor var blevet lagt. Mellem 21. marts og 11. april blev vandressourcerne ødelagt ved Wady Um Muksheib, Moya Harab og Jifjafa langs den centrale rute gennem Sinai fra det sydlige Palæstina. I 1915 var de blevet brugt af den centrale gruppe af omkring 6-7.000 osmanniske soldater, som gennem Sinaiørkenen for at angribe Suez-kanalen ved Ismailia. Uden disse brønde og cisterner kunne den centrale rute ikke længere bruges af store styrker.
Den tyske general Friedrich Freiherr Kress von Kressensteins angrebsstyrke svarede igen på denne voksende britiske styrke ved at angribe den vidtspredte 5. beredne brigade den 23. april, hvor kavaleri blev overrasket og overvundet ved Katia og Oghratina øst for Romani. Den beredne brigade var blevet sendt ud for at bevogte vandrøret og jernbanen da disse blev forlænget forbi beskyttelsen fra de stillinger som beskyttede Suez-kanalen og ud i ørkenen mod Romani.
Som svar på dette angreb blev den britiske tilstedeværelse i området fordoblet. Den følgende dag genbesatte den beredne newzealandske riffelbrigade og 2. lette beredne brigade, som havde gjort tjeneste afsiddet under slaget om Gallipoli, fra den australske generalmajor Harry Chauvels beredne Anzac division området ved Katia uden at møde modstand.

## Forspil
Den 24. april, dagen efter slaget ved Katia og Oghratina, blev Chauvel, lederen af den beredne Anzac division, sat til at lede alle de fremskudte tropper: 2. lette beredne brigade og den newzealandske beredne riffelbrigade i Romani og en infanteridivision 52. division ved Dueidar. Infanteriet rykkede frem til Romani mellem 11. maj og 4. juni 1916.
Bygningen af jernbane og rørledning var ikke i større omfang blevet påvirket af kampene den 23. april og fra den 29. april kørte der fire tog om dagen til sporets ende, der var bemandet med No. 276 Railway Company, og hovedsporet til Romani blev åbnet den 19. maj. En anden jernbane fra Romani til Mahamdiyah ved Middelhavskysten blev færdig til 9. juni. Men forholdene på landjorden var ekstreme. Efter midten af maj og især fra midten af juni til slutningen af juli var der ekstremt varm i Sinai-ørkenen og temperaturerne kunne forventes at nå op på 51° i skyggen. Den frygtelige varme var ikke så slem som Khamsin sandstormene som med ca. 50 dages mellemrum i nogle timer eller flere dage fyldte luften med støv og sand, som blev hvirvlet rundt af en kraftig, varm søndenvind.
Der blev ikke gennemført nogle større operationer i disse måneder midt på året. De osmanniske garnisoner på Sinai var spredt og uden for rækkevidde af de britiske styrker. Men der blev gennemført konstant patruljering og rekognoscering fra Romani til Ogratina, til Bir el Abd og den 16. maj til Bir Bayud, 30 km sydøst for Romani, den 31. maj til 35 km øst nordøst for Romani af den newzealandske beredne riffelbrigade hvor de tilbagelagde 100 km på 36 timer. Disse patruljer var koncentreret om et område af stor strategisk betydning for store militærstyrker, der ville krydse Sinai ad den nordlige rute. Her var vand frit tilgængeligt i et stort oaseområder, som strakte sig fra Dueidar, 24 km var Qantara ved Suezkanalen langs Darb es Sultani (den gamle karavanerute) til Salmana 83 km borte.
Mellem 10. og 14. juni blev de sidste vandressourcer på den centrale rute over Sinaihalvøen ødelagt af Mukhsheib kolonnen. Denne kolonne, som bestod af ingeniørtropper og enheder af 3. lette beredne brigade, bikaner kamelkorpset og det egyptiske kamel transportkorps, tømte damme og cisterner for 19.000 m³ vand i Wadi Mukhsheib og forseglede cisternerne. Denne operation indskrænkede i praksis det område hvor man kunne forvente osmanniske offensiver til den nordlige rute langs kysten gennem Sinaihalvøen.
Osmanniske fly angreb Suez-kanalen to gange i løbet af maj og kastede bomber mod Port Said. Britiske fly bombarderede byen og flyvepladsen ved al-Arish den 18. maj og 18. juni og bombarderede alle osmanniske lejre op til 75 km fra kanalen den 22. maj. I midten af juni blev 1. eskadrille af Australian Flying Corps indsat i aktiv tjeneste, og dens "B" Flight ved Suez foretog rekognosceringsflyvninger. Den 9. juli blev "A" Flight stationeret ved Sherika i Øvre Egypten mens "C" Flight fik base ved Qantara.

### Tyske og osmanniske styrker
I begyndelsen af juli blev det vurderet at der var mindst 28.000 osmanniske tropper i Gaza–Beersheba området i det sydlige Palæstina, og at der lige inden slaget begyndte ved Romani var der 3.000 soldater ved Oghratina, ikke langt fra Katia, yderligere 6.000 i den forskudte base ved Bir el Abd øst for Oghratina, 2-3.000 ved Bir Bayud mod sydøst og yderligere 2.000 ved Bir el Mazar omkring 67 km mod øst, ikke langt fra al-Arish.
Kress von Kressensteins 4. armé bestod af 3. infanteridivisions tre regimenter - 31., 32. og 39. infanteriregiment med i alt 16.000 mand, hvoraf 11.000 til 11.873 var kampsoldater, arbiske hjælpestyrker og et regiment af kamelkorpset. Estimater af deres våbenstyrke går fra 3.293 til 12.000 rifler, 38 til 56 maskingeværer, kanoner og to til fem antiluftskytskanon sektioner. De medbragte også fire tunge artilleri og bjergkanonbatterier(30 kanoner) og Pasha I enheden. Næsten 5.000 kameler og 1.750 heste deltog i fremrykningen.
Pasha I enheden med en mandskabsstyrke på omkring 16.000, bestod af personel og materiel til en maskingeværbetaljon med 8 kompagnier med hver 4 maskingeværer med osmanniske kuske, fem antiluftskytsgrupper, 60. tunge artilleribataljon med et batteri af to 100 mm kanoner, et batteri af fire 150 mm haubitser og to batteri er med 210 mm haubitser (to kanoner i hvert batteri). Officerer, underofficerer og "ledende menige" i denne bataljon var tyskere. Resten var osmanner. Desuden rummede Pasha I også to skyttegravs morterkompagnier, 300. flyverafdeling, radioenhed, tre jernbanekompagnier og to felthospitaler. Østrig bidrog med to batterier bjerghaubitser med 6 kanoner hver. Med undtagelse af de to 210 mm haubitser, skyttegravsmorterer og jernbanepersonel tog resten af Pasha I del i fremrykningen til Romani.
Den 300. flyverafdeling indeholdt en eskadrille til luftrekognoscering og forøgede antaller af fly, som kunne støtte fremrykningen over Sinai. Flyene i 300. flyverafdeling var hurtigere og mere effektive end de "håbløst forældede" britiske fly og kunne fastholde luftoverlegenheden over slagmarken.
Det er også muligt at 81. regiment fra 27. division rykkede frem til Bir el Abd og tog del i forsvaret af dette sted.
Målet med den tyske, østrigske og osmanniske fremrykning var at erobre Romani og derpå etablere en stærkt forskanset stilling overfor Qantara, hvorfra deres tunge artilleri var indenfor rækkevidde af Suezkanalen. Den angribende styrke samledes i den sydlige del af Palæstina ved Shellal nordvest for Beersheba og rykkede ind i Sinai den 9. juli 1916. De nåede frem til Bir el Abd og Ogratina ti dage senere.

### Britiske styrker
General Sir Archibald Murray, lederen af de britiske styrker i Egypten, dannede Egyptian Expeditionary Force (EEF) i marts 1916 ved at lægge styrken i Egypten, som havde beskyttet Egypten siden krigens begyndelse, sammen med Mediterranean Expeditionary Force, som havde kæmpet ved Gallipoli. Denne nye styrkes opgave skulle dels forsvare det britiske protektorat Egypten og dels skaffe forstærkninger til Vestfronten. Murray havde sit hovedkvarter i Cairo for bedre at kunne varetage sine forskellige ansvarsområder, om end han var i Ismailia under slaget ved Romani.
Ved besættelsen af Romani blev området en del af den nordlige eller No. 3 Sektor af Suez-kanal forsvaret, som oprindelig strakte sig langs kanalen fra Ferdan til Port Said. Der var yderligere to forsvarssektorer. No. 2 omfattede stillingerne i den centrale del af kanalen mellem Ferdan og hovedkvarteret i Ismailia og videre til Kabrit, mens No. 1 omfattede den sydlige sektor fra Kabrit til Suez.
Murray anså det for højest usandsynligt at et angrib kunne finde sted andre steder end i den nordlige sektor og var derfor parat til at reducere antallet af tropper i No. 1 og 2 sektor til et minimum. Han besluttede ikke at forstærke sine fire infanteribrigader, men at forøge ildkraften ved Romani ved at flytte det 160. og 161. maskingevær kompagni fra 53. og 54. infanteridivision dertil. Han gav også ordre til at der skulle samles en lille mobil kolonne bestående af 11. australske lette beredne regiment og City of London Yeomanry (minus en eskadron fra hver) sammen med 4., 6. og 9. kompagni fra Imperium kamelbrigaden i No. 2 Sektor. Han regnede med at hele forsvarsstyrken ville være fuldt udstyret, og den nødvendige kameltransport til at flytte 42. infanteridivision ud i ørkenen ville være klar inden 3. august. Omkring 10.000 kameler fra det egyptiske kameltransportkorps var samlet ved Romani forud for slaget. Britiske monitorer i Middelhavet gik i stilling til at kunne beskyde den osmanniske styrke mens et pansertog ved Qantara var klar til at bistå forsvaret af den højre flanke, og alle til rådighed stående fly var parat i Ismailia, Qantara, Port Said og Romani.
Generalmajor H. A. Lawrence ledede forsvaret af No. 3 Sektion og som en del af disse stillinger var Romani stillingen under kommando af Lawrence, som havde sit hovedkvarter ved Qantara. I Qantara var der stationeret infanteri fra 42. division, en infanteribrigade fra 53. division med 36 kanoner og 3. lette beredne brigade fra den beredne Anzac division. Lawrence flyttede to infanteribataljoner fra 42. division fra No. 2 Sektion af kanalforsvaret til Qantara, og sendte infanteri fra 158. brigade i 53. division til Romani den 20. juli.
Den 3. august var styrkerne på og nær slagmarken placeret således:
- Ved Hill 70, 19 km fra Romani lå den beredne newzealandske riffelbrigade (undtagen Wellington Mounted Rifles Regiment, men med 2. lette beredne brigades 5. regiment midlertidig tilknyttet, under kommando af Edward Chaytor, og 5. beredne brigade under direkte kommando af Lawrence, blev med jernbanen forstærket med infanteri fra 126. brigade i 42. division. Sammen med 9. lette beredne regiment, som var tilknyttet attached den newzealandske beredne brigade ved Dueidar, øst for Hill 70, skulle denne styrke stoppe eller forsinke von Kressensteins angreb, hvis han ville forsøge at forbigå Romani og rykke direkte mod Suez-kanalen.
- Ved Hill 40, infanteri fra 125. brigade og 127. brigade af 42. division, som også var på jernbanelinjen ved Gilban Station,
- Den mobile kolonne havde base på Sinai for enden af El Ferdan jernbanen mens 3. lette beredne brigade lå ved Ballybunion, også i Sinai for enden af Ballah jernbanen.[40][41][42]
- Styrken ved Romani, som havde ansvaret for dens forsvar, da slaget begyndte, bestod af infanteri fra den britiske 52. division under generalmajor W. E. B. Smith, og den beredne Anzac division under Chauvel (bortset fra 3. lette beredne brigade). 1. og 2. lette brigade (undtagen 5. lette beredne regiment, men med den beredne newzealandske riffelbrigades Wellington Mounted Rifle Regiment tilknyttet) var under kommando af oberstløjtnanterne J. B. H Meredith og J. R. Royston.[41]

### Udviklng af defensive stillinger
Infanteri fra 52. division sluttede sig til de to beredne brigader ved Romani mellem 11. maj og 4. juni da udbygningen af jernbanen gjorde det muligt at transportere og forsyne så mange soldater. Infanteriet lå i en forsvarsstilling, som blev kaldt Wellington Ridge, overfor et virvar af sandklitter. Området var bedst til forsvar: sandklitter strakte sig omkring 10 km ind i landet og dækkede et område på omkring 75 km² inklusiv, syd for Romani, den nordlige rute fra al-Arish. På den sydlige og sydøstlige kan førte en række klitter med løs sand med snævre stejle passager til et fladt stykke med dybt blødt sand.
52. infanteridivision skabte en stærk forsvarsstilling ved Romani med den venstre flanke forankret ved Middelhavet. Her blev der bygget en række skanser, som forløb sydpå fra Mahamdiyah langs linjen af høje sandbjerge omkring 11 km til en klit, som gik under navnet Katib Gannit, som var 30 m høj. Denne linje af sandbakker, som var så høje, at man kunne se Katia oasen fra den, udgjorde den østlige udkant af et område med meget blød og løs sand og bag dem var der lavere klitter og hårdere sand, hvor det var betydeligt lettere at bevæge både infanteri og beredne styrker. Mellem kysten og den vestlige ende af Bardawil lagunen og Katib Gannit (det vigtigste taktiske punkt på de østlige skråninger af højdedragene ved Romani), byggede infanteriet en linje med 12 skanser med omkring 700 meters mellemrum, og en anden række skanser, som dækkede jernbanestationen ved Romani og højre side af forsvarsstillingen, som drejede som en krog vest på og derpå nord på. I alt 18 skanser blev bygget, som når de var fuldt bemandede rummede fra 40 til l70 rifler og var udstyret med Lewis maskingeværer og i gennemsnit to Vickers maskingeværer i hver stilling. De var velbeskyttet af pigtråd på højre side af hver skanse, men der var ikke pigtråd mellem skanserne. Denne forsvarslinje blev støttet af artilleri.
Truslen om et osmannisk angreb mod Suez-kanalen var blevet vurderet af Lawrence i fællesskab med hans divisionschefer, og en anden forsvarslinje blev opbygget for at tage hånd om deres bekymringer. Deres planer tog højde for muligheden for et osmannisk angreb ved Katia, som gik i retning af Romani eller fulgte den gamle karavanevej i et angreb mod Hill 70 og Dueidar på vej mod Suez-kanalen. Ethvert forsøg på at forbigå Romani på højre flanke ville være åbent for angreb fra garnisonen, som kunne sende infanteri og beredne tropper ud på den faste grund på sletten mod sydvest. Den newzealandske beredne riffelbrigade blev stationeret ved Hill 70 i slutningen af juni og 5. lette beredne regiment ved Dueidar for at forhindre en sådan osmannisk styrke i at nå Suez-kanalen.

### Beredne patruljer inden slaget
Igennem perioden op til slaget foregik der patruljering med beredne tropper, men i starten af juli var der ingen indikationer på noget forestående angreb. Den nærmeste osmanniske garnison på 2.000 mand lå i Bir el Mazar 65 km øst for Romani og den 9. juli konstaterede en patrulje at Bir Salmana var forladt. Der blev imidlertid indledt en langt større aktivitet over Romani over luften omkring 17. juli da tyske fly, som både var hurtigere og bedre til at vinde højde, hurtigt sikrede sig luftherredømmet. De kunne dog ikke forhindre britiske fly i at rekognoscere området mod øst, og den 19.juli opdagede et britisk fly, der havde brigadegeneral E. W. C. Chaytor (lederen af den beredne newzealandske brigade) med som observatør, en osmannisk styrke på omkring 2.500 ved Bir Bayud. En lidt mindre styrke blev opdaget ved Gameil og en anden tilsvarende styrke blev fundet ved Bir el Abd med omkring 6.000 kameler i lejrene eller på vej mellem Bir el Abd og Bir Salmana. Næste morgen blev 3.000 mand fundet forskanset ved Mageibra, med et fremskudt depot til forsyninger og lagre ved Bir el Abd. En lille styrke blev set så langt fremme som ved oasen i Oghratina, og næste dag var den vokset til 2.000 mand.
Den 20. juli gjorde 2. lette beredne brigade, med to kanoner, udfald mod Oghratina og tog adskillige fanger og begyndte dermed en række patruljer sammen med 1. lette beredne brigade, som fortsatte lige indtil slaget. Hver dag indtil 3. august skiftedes disse to brigader til at ride ud fra deres base ved Romani i retning af Katia omkring kl. 2 om natten og lå i bivuak ind til daggry, hvor de fortsatte over en bred front indtil de havde fremprovokeret tysk eller osmannisk beskydning. Hvis fjendens stilling var svag, trængte de lette beredne styrker frem og blev der begyndte et modangreb, trak brigaden sig langsomt tilbage og vendte tilbage til lejren ved Romani til aften. Den følgende dag gennemførte den anden brigade en lignende manøvre i retning af Katia og de fremrykkende osmanniske kolonner, og opsamlede de officerspatruljer, som var blevet udsendt om natten for at overvåge fjendens bevægelser. I løbet af denne periode indtraf en af mange træfninger den 28. juli ved Hod Um Ugba, 8 km fra den britiske linje. To eskadroner fra Wellington Mounted Rifle Regiment, under kommando af oberstløjtnant Colonel W. Meldrum foretog et bajonetangreb støttet af adskillige maskingeværer og to 18-punds kanoner. De fordrev osmannerne fra Hod, efterlod 16 døde og tog 8 osmanner til fange.
Denne taktik med vedvarende fremskudt patruljering var så vellykket, at forsvarerne kendte hver af bevægelse, som den fremrykkende styrke foretog sig, men de lette beredne styrker var i betydelig undertal og kunne ikke stoppe fremrykningen. Den tyske, østrigske og osmanniske styrke besatte Katia om dagen den 3. august og var dermed indenfor rækkevidde af Romani, Dueidar, Hill 70 og Suez-kanalen. Deres linje forløb fra nordøst mod sydvest fra Bardawil lagunen til øst for Katia, med deres venstre flanke langt fremme.

### Planer
Det tyske og osmanniske mål var ikke at krydse kanalen, men at erobre Romani og etablere en stærkt befæstet artilleristilling overfor Qantara hvorfra de kunne beskyde kanalen. Kress von Kressensteins angrebsplan gik ud på at bombardere rækken af forsvarsskanser med tungt artilleri og kun indsætte svage infanterienheder mod dem, mens hans hovedstyrke indledte angreb mod højre fløj og Romani stillingens bagområde.
Forsvarerne forventede, at det tyske og osmanniske angreb ville blive et omringningsangreb mod deres forberedte forsvarslinje og et totalangreb mod den højre fløj syd for Katib Gannit. De var også klar over at sådant et angreb ville afsløre tyskerne og osmannernes venstre fløj. Det var Murrays plan først at forsinke angriberne og gøre det meget vanskeligt for dem at få fodfæste syd for Katib Gannit og derefter når først de tyske og osmanniske styrker var fuldt optaget at bringe uorden i deres venstre flanke med et angreb fra Sektionstropper på Hill 70 og Dueidar, mens 3. lette beredne brigade og den mobile kolonne opererede længere ude mod fjendens flanke og ryg.
Chauvel havde valgt en stilling for forsvaret af Romani, som strakte sig 6,5 km mellem Katib Gannit og Hod el Enna, med en anden back-up linje, som dækkede en række parallelle kløfter som forløb fra sydøst mod nordvest og gav adgang til et område med blødt sand bag Romani skanserne. Ingen synlige skanser blev opført, men sammen med Chauvel studerede lederne af de to lette beredne brigader, som havde til opgave at fastholde angriberne i dette område indtil flankeangrebet kunne begynde, dette område omhyggeligt.

## Slaget den 4. august
Lige før midnat mellem den 3. og 4. august begyndte tre kolonner af den tyske Pasha I og den 4. osmanniske armé, bestående af omkring 8.000 mand deres angreb på en forpostlinje, som bestod af 1. lette beredne brigade 3½ time efter at 2. lette beredne brigade var vendt tilbage fra deres daglige patrulje. Udover de sædvanlige officerspatruljer, som blev efterladt om natten for at overvåge fjendens stillinger, besluttede Chauvel at hele 1. lette beredne brigade skulle blive ude som forposter omkring 5 km fremme og dække alle indgange til det flade område på sandbjerget, der udgjorde Romanistillingen, og som ikke blev beskyttet af infanteriposter. Et skud eller to affyret ude i ørkenen sydøst for deres stilling bragte den lange forpostkæde på vagt omkring midnat, hvor 3. lette beredne regiment fra 1. lette beredne brigade blev kaldt op til fronten. Den østrigske, tyske og osmanniske fremrykningen gjorde holdt efter at have opdaget kløfterne, som blev holdt af det lette beredne styrker, men omkring 1 begyndte angrebet fra de betydeligt overlegne osmanniske og tyske styrker med en pludselig kraftig beskydning langs hele fronten, og kl. 2 var de på mange steder nået ind på en afstand af 50 meter fra den australske linje.
De osmanniske kolonner i midten og til venstre blev behændigt ført rundt om den åbne flanke i infanteriets befæstninger og mod lejren og jernbanen.  Efter at månen var gået ned omkring 2.30 foretog tyskerne og osmannerne et bajonetangreb mod Mount Meredith. Selv om de var i klart undertal, udkæmpede de lette beredne styrker en effektiv forsinkende kamp på tæt hold, men blev tvunget til langsomt at trække sig tilbage og til sidst opgive stillingen kl. 3. Uden fordelen af månelys havde de lette beredne styrker skudt efter mundingsglimtene fra fjendens rifler indtil de var tæt nok på til at kunne bruge bajonetter. 1. lette beredne brigade blev til sidst tvunget væk, og trak sig langsomt tilbage hvor den ene trop dækkede den anden med stadig præcis beskydning så det ikke kom til et større bajonetangreb, indtil de nåede deres back-up stilling, en stor øst-vestgående sandklit, som kaldtes Wellington Ridge på den sydlige udkant af Romani lejren. Under tilbagetrækningen til Wellington Ridge blev de eskadroner, som dækkede venstre side nær Katib Gannit også angrebet og det samme blev eskadronen på højre side, som blev ramt i flanken og led betydelige tab, men lykkedes i at holde stand indtil stillingen bag den blev bemandet. Kl. 3.30 var alle beredne styrker syd for Mount Meredith blevet tvunget tilbage til deres efterladte heste og havde med held afbrudt kampen og var i gang med at falde tilbage til deres back-up stillinger. Snart efter begyndte et osmannisk maskingevær at skyde ned mod de lette beredne styrker fra Mount Meredith.
Chauvel havde regnet med standhaftigheden i 1. lette beredne brigade, som han havde haft kommandoen over under slaget om Gallipoli, og at den kunne holde stand mod langt overlegne styrker indtil daggry, hvor den generelle situation kunne vurderes. Dagslyset afslørede svaghederne i de lette beredne styrkers back-up stilling op Wellington Ridge og at deres højre fløj blev omgået af stærke tyske og osmanniske styrker. Kl. 4.30 fik 2. lette beredne brigade under oberst J. R. Royston ordre til at rykke frem fra Etmaler og kom i kamp foran Mount Royston for at støtte og forlænge 1. lette beredne brigades højre flanke ved at flytte 6. og 7. lette beredne regiment frem til frontlinjen. Tysk, østrigsk og osmannisk artilleri åbnede nu ild mod infanteristillinger og lejre i bag. Shrapnel afstedkom nogle tab, men de højeksplosive granater blev dæmpet af det løse sand. Det lykkedes angriberne at tvinge de lette beredne styrker væk fra Wellington Ridge, hvilket bragte dem frem til 700 meter fra lejren ved Romani. De kunne imidlertid ikke trænge længere frem, da de nu blev udsat for beskydning fra maskingeværer og rifler fra 52. infanteridivisions stillinger og granatbeskydning fra hestetrukket artilleri, som støttede de lette beredne styrkers beslutsomme forsvar.
De tyske og osmanniske styrker var blevet holdt syd for Romani, men forsøgte en yderligere omgående bevægelse mod vest og samlede 2.000 tropper omkring Mount Royston, en anden sandklit sydvest for Romani. Kl. 5.15 trængte det 31. osmanniske regiment frem derpå trængte 32. og 39. infanteriregiment rundt om den britiske stilling og ind i deres bagområde. Denne omgående bevægelse fortsatte støt langs skråningerne på Mount Royston og optrævlede højre siden af 2. lette beredne brigade hvis 3. regiment nu også blev indsat ved frontlinjen.
De to brigader af let beredne styrker fortsatte med gradvis at trække sig tilbage omkring det yderste af infanteristillingen, som dække den venstre flanke og bagområdet ved Romani. De blev trængt tilbage mellem Wellington Ridge og Mount Royston, som var omkring 3,5 km længere mod vest. Angriberne tvang til stadighed deres højre flanke tilbage. Mellem kl. 5 og 6 blev de tvunget til også at trække sig langsomt tilbage fra denne højderyg, om end 6. og 7. lette beredne regiment fra 2. lette beredne brigade stadig holdt fast i den vestlige ende. Kl. 6.15 fik Meredith ordre til at trække 1. lette beredne brigade tilbage til den linje som blev holdt af 7. lette beredne regiment nord for Etmaler lejren. Kl. 7 trak de to regimenter sig tilbage eskadron for eskadron fra resten af Wellington Ridge. Omkring kl. 8 blev den tyske, østrigske og osmanniske beskydning fra højderyggen rettet mod lejren, som kun var nogle få hundrede meter borte, men Ayrshire og Leicester batterierne stoppede hurtigt dette artilleriangreb.
... deres mandsmod, fart og udholdenhed overstiger enhver beskrivelse. Jeg mener ikke kun australierne og newzealænderne men også hestartilleriet ... vi har udkæmpet og vundet et stort slag og mine mænd ydede en indsats, som overstiger alt, selv om de var slidt af at overvåge og genere den fremrykkende fjende dag og nat i 14 dage ... Kampen i de tidlige morgentimer den 4. var den mærkeligste ting jeg har indladt mig på. Den foregik over bølgende sandklitter og fjenden, som var tusindtallig, til fods, kunne se vore heste inden vi kunne se dem i morgenskumringen og det var yderst vanskeligt at finde dækning ... Vore tab har været store, naturligvis, men absolut intet i forhold til det, som er blevet opnået.
Det kom til at stå klart at den højre tyske og osmanniske kolonne (31. infanteriregiment) forsøgte et frontalt angreb på skanser, som blev holdt af infanteri fra 52. division. Forsvarerne kunne holde ud, men blev udsat for alvorlig artilleribeskydning i løbet af dagen. Frontalangrebene begyndte med kraftig tysk eller østrigsk artilleribeskydning, som skulle gennembryde infanteriet forsvarslinje. Omkring kl. 8 begyndte der angreb på skanse 4 og 5, men angrebene brød fuldstændig sammen da det 31. osmanniske regiment nåede indenfor 135 meter fra skanse 4. Senere forsøg var mindre vellykkede. Omkring kl. 10 kontaktede Chauvel brigadegeneral E. S. Girdwood, som havde kommandoen over 156. infanteribrigade og anmodede om at hans brigade midlertidigt afløste de lette beredne brigader, så de kunne få vandet deres heste, som forberedelse for et modangreb. Girdwood afslog fordi hans brigade blev holdt i reserve for at kunne støtte et planlagt angreb øst på med infanteri fra 52. division.
De lette beredne styrker havde gradvis trukket sig tilbage indtil det tyske og osmanniske hovedangreb omkring kl. 11 blev stoppet af velplaceret beskydning fra den beredne Anzac divisions artilleri og beskydning fra rifler og maskingeværer. Angriberne syntes at have udmattet sig selv, men holdt stand mens østrigsk og osmannisk artilleri af varierende kaliber skød på forsvarerne og deres lejre og tyske og osmanniske fly gennemførte alvorlige bombeangreb. De tre tyske, østrigske og osmanniske kolonner blev bragt til standsning af det koordinerede og beslutsomme forsvar, som 1. og 2. lette beredne brigade og 52. infanteridivision leverede.
Den osmanniske fremrykning var gået i stå over det hele. Efter en lang nats match stod de tyske og osmanniske tropper over for en vanskelig dag under ørkensolen without being able to replenish their water and exposed to artillery fire from Romani. At this time, the attacking forces held a line running from the Bardawil (on the Mediterranean coast) southward along the front of the 52nd Infantry Division's entrenchments and then westward through and including the very large sand dunes of Mount Meredith and Mount Royston. But from their position on Mount Royston, the German, Austrian and Ottoman force dominated the camp area of Romani and threatened the railway line.

### Forstærkninger
Chaytor, der havde kommandoen over den newqzealandske beredne riffelbrigade, havde fået besked om den østrigske, tyske og osmanniske fremrykning mod Romani kl. 2. Kl. 5.35 var Lawrence i sit hovedkvarter for No. 3 Defences Sector i Kantara, blevet informeret om det angreb, som var under udvikling. Han indså, at hovedangrebet ville komme mod Romani og beordrede 5. beredne brigade ved Hill 70 til at rykke mod Mount Royston. De blev anført af et blandet regiment, som afgik straks mens resten af brigaden forberedte sig på at følge efter. Kl. 7.25 beordrede Lawrence den newzealandske beredne riffelbrigade til at rykke mod Mount Royston via Dueidar og der samle Auckland Mounted Rifles Regiment op. Begge enheder havde været stationeret ved Hill 70, 19 km fra Romani, da de fik deres ordrer. Newzealænderne skulle "operere ivrigt og afskære fjenden, som lader til at være kommet rundt om højre fløj af den beredne Anzac division."
I mellemtiden fik 3. lette beredne brigade ved Ballybunion ordre til at rykke frem til Hill 70 og sende et regiment videre til Dueidar, mens hovedkvarteret beordrede den mobile kolonne til at marchere mod Mageibra.

### Modangrebet ved Mount Royston
Det tyske, østrigske og osmanniske angreb på Mount Royston blev stoppet mod nord af 3. og 6. lette beredne regiment og konstant bombardement fra hesteartilleri og 52. infanteridivisions tunge artilleri. Kl 10 blev fronten holdt af de to lette beredne brigader, som havde front mod syd fra et punkt 625 meter nordvest for skanse No. 22 nord for Wellington Ridge til sandbakkerne nord for Mount Royston. Efterhånden som linjen var blevet trukket tilbage var 2. og 3. lette beredne regimenter fra 1. lette beredne brigade kommet ind mellem 6. og 7. lette beredne regimenter fra 2. lette beredne brigade. Fra højre mod venstre bestod linjen nu af 6., 3., 2. og 7. lette beredne regiment mens "R" eskadronen af Royal Gloucestershire Hussars (et regiment i 5. beredne brigade) holdt linjen 1,5 km nordvest for Mount Royston.
Slaget om Romani, som kunne have været kaldt det andet slag vedPelusium ... bestod af det store tyrkiske angreb og vores modangreb.
Planen gik ud på at 1. og 2. lette beredne brigader, 5. beredne brigade og den newzealandske beredne riffelbrigade skulle svinge rundt om angribernes venstre flanke og omringe dem. De første forstærkninger, der ankom, var det blandede regiment fra 5. beredne brigade. De kom op på siden af deres beredne regiment, Royal Gloucestershire Hussars' "D" Squadron 1,3 km vest for Mount Royston, der var under angreb fra en stor osmannisk styrke. Regimentet angreb osmannerne i siden og tvang dem tilbage.
Da den newzealandske beredne riffelbrigades hovedkvarter og Canterbury Mounted Rifle Regiments var indenfor 1,5 km fra Dueidar på den gamle karavanevej, fik de ordre til at rykke direkte til Canterbury Hill, den sidste mulige forsvarsstilling foran jernbanen øst for stationen i Pelusium, da de kraftige tyske og osmanniske angreb truede med tage jernbanen og Romani. Auckland Mounted Rifles Regiment ankom med sin brigade mellem kl. 11 og 11.30 og fandt det sammensatte regiment fra 5. beredne brigade i kontakt med de tyske og osmanniske styrker på den sydvestlige side af Mount Royston.
1. og 2. lette beredne brigader fik først kontakt med den newzealandske beredne riffelbrigade ved hjælp af en heliograf, hvorefter Royston, der var chef for 2. lette beredne brigade, galoperede over for at forklare situationen. Chaytor flyttede Auckland og Canterbury beredne riffel regimenterne støttet af Somerset batteriet op på højereliggende terræn og her fik de snart efter selskab af resten af den 5. beredne brigade under kommando af brigadegeneral Wiggin. På det mest kritiske tidspunkt i dagens kampe, da den tyske og osmanniske styrke på 2.000 mand dominerede Romani området fra Mount Royston, indledte de fem beredne brigader (stadig uden 5. lette beredne regiment) deres modangreb kl. 14 vestfra mod Mount Royston.
De newzealandske riffelskytter fik snart fodfæste på Mount Royston, støttet af præcis og hurtig skydning fra Somerset Royal Horse Artillery batteriet. Kl. 16 var angrebet nået frem til et punkt hvor Chaytor aftalte med 5. beredne brigade, at en eskadron fra Royal Gloucestershire Hussars og to tropper af Worcestershire Yeomanry skulle galopere mod den sydlige udløber af Mount Royston. De tog udløberen uden besvær, forsvarerne ventede ikke på angrebet fra de beredne tropper. Fra toppen af udløberen nedskød Gloucestershire eskadronen hesteforspandene fra et tysk, østrigsk eller osmannisk artilleri batteri, som lå i hulningen bag udløberen og den angribende styrke begyndte at overgive sig. Den newzealandske beredne riffelbrigade og 5. beredne brigade blev støttet af de forreste infanteribataljoner af 127. brigade, som netop var ankommet, da de osmanniske og tyske soldater begyndte at overgive sig i stort tal. Omkring kl. 18 var der taget 500 fanger, to maskingeværer og artilleribatteriet og den yderste fjendtlige flanke var fuldstændig slået på flugt.
I mellemtiden havde den indre flanke af den tyske og osmanniske styrke på Wellington Ridge gjort et sidste forsøg på at trænge over højderyggen, men blev drevet tilbage af artilleribeskydning. Nye frontalangreb mod de centrale britiske skanser brød fuldstændig sammen. Kl. 17.05 beordrede generalmajor Smith infanteriet i 156. brigade til at angribe den fjendtlige styrke på Wellington Ridge til venstre for de lette beredne styrker og i sammenhæng med modangrebet mod Mount Royston. Et artilleribombardement mod Wellington Ridge begyndte kl. 18.45. Lige inden kl. 19 rykkede infanteri fra 7. og 8. Cameronians syd på fra skanse No. 23 Redoubt. 8. Cameronians rykkede frem til 90 meter fra toppen af Wellington Ridge, inden de blev stoppet af kraftig riffelbeskydning.
Da aftenmørket gjorde en ende på kampene udsatte 1. og 2. lette beredne brigade en forpostlinje og tilbragte natten på slagmarken mens den newzealandske beredne riffelbrigade og 5. beredne brigade trak sig tilbage for at få vand og rationer ved Pelusium station, hvor de nyligt ankomne infanteribrigader fra 42. division var ved at samles. 3. lette beredne brigade gjorde holdt ved Hill 70, mens den mobile styrke havde nået Hod el Bada, 22 km syd for Romani station. Kl. 19.30, da den newzealandske beredne riffelbrigade og 5 beredne brigade flyttede fra de stillinger, de havde erobret, for at få vand og hvile ved Pelusium, blev området sikret af infanteri fra 127. brigade i 42. division. Brigadegeneral Girdwood beordrede infanteri i 7. og 8. skotske riffelbataljon til at holde stand på Wellington Ridge indtil daggry, men holde tæt kontakt til fjenden i løbet af natten i håb om at tage mange trætte og disorganiserede soldater til fange om morgenen. Omkring 1.200 ikke-sårede fanger blev taget i løbet af dagen og sendt til jernbanestationen i Pelusium.

## Slaget den 5. august
I løbet af 24 timer kunne de britiske hærledere samle en styrke på 50.000 mand i Romani området, en 3-1 overlegenhed. Denne styrke omfattede de to infanteridivisioner: 52. og nyligt ankomne 42., fire beredne brigader, hvor af to af dem havde været aktive i området siden 20. juli, og to kraftigt involveret i kampen dagen før, og kan have omfattet 3. lette beredne brigade, om end den stadig var ved Hill 70, og den mobile kolonne ved Hod el Bada. På dette tidspunkt var ledelsen af 5. beredne brigade skiftet fra den beredne Anzac division til 42. infanteridivision, da det blev fremført at ordrerne forlangte at den beredne Anzac division skulle blive på stedet, og at 3. lette beredne brigade var den eneste, der kunne udføre et angreb i flanken.
Lawrences ordrer om en generel fremrykning den 5. august med start kl. 4 omfattede imidlertid en fremrykning af den beredne Anzac division. Hans ordrer lød:
- Den beredne Anzac division skulle trænge frem med dens højre fløj ved Hod el Enna og dens venstre i nær kontakt med infanteriet i 156. brigade fra 52. division, der rykkede frem på linjen mellem Katib Gannit og Mount Meredith.
- 3. lette beredne brigade skulle rykke mod Bir el Nuss og angribe Hod el Enna sydfra mens den holdt nær kontakt til den beredne Anzac division.
- 5. beredne brigade under 42. infanteridivisin skulle hjælpe 3. lette beredne brigade med at holde kontakt med den beredne Anzac divisions højre fløj.
- 42. division skulle rykke frem på linjen Canterbury Hill–Mount Royston–Hod el Enna og fordrive enhver modstand mod de beredne troppers fremrykning i nær støtte af den beredne Anzac divisions højre flanke.
- 52. division skulle i nær støtte til den beredne Anzac divisions venstre flanke mod Mount Meredith og forberede en generel fremrykning mod Abu Hamra, som først skulle gennemføres efter nærmere ordre fra Lawrence, der var i No. 3 Sektions hovedkvarter.[87][88][Note 10]

I mellemtiden var den tyske, østrigske og osmanniske styrke spredt fra Hill 110 omtrent til Bir en Nuss, men med deres venstre flanke ubeskyttet. De kunne ikke have været i god stand efter kampene hele den foregående dag i den intense sommervarme og efter at have måttet blive i deres stillinger om natten, lant fra vand og forstyrret af britisk infanteri. Deres situation var prekær, da deres hovedstyrke var et godt stykke bag den højre side af de britiske infanteristillinger. Infanteri fra 52. division var tættere på de nærmeste af fjendens vand ressourcer ved Katia end de fleste af de angribende styrker. Havde det britiske infanteri straks forladt deres stillinger og angrebet i en sydøstlig retning ville Kress von Kressensteins styrke have haft meget svært ved at undslippe.

### Briterne erobrer Wellington Ridge
Ved daggry rykkede infanteri fra 8. skotske riffelregiment i 52. division sammen med 7. lette beredne og Wellington Mounted Rifles Regiment (2. lette beredne brigade), dækket af infanteri fra 7. skotske riffelregiment til venstre, som havde placeret 16 maskingeværer og Lewis maskingeværer i position, så de kunne beskyde toppen og bagskråningerne af Wellington Ridge. Wellington Mounted Rifle regimentet sammen med 7. lette beredne regiment og støtte til venstre fra skotske riflers infanteriposter, påsatte bajonetter og stormede Wellington Ridge. De mødte kraftig beskydning fra rifler og maskingeværer, men løb op af den sandede skråning og brød hurtigt gennem den tyske og osmanniske frontlinje. Efter at have ryddet Wellington Ridge trængte de beredne riffelskytter, de lette beredne kavalerister og infanterister og trængte frem fra højderyg til højderyg uden pause. Disse troper fejede ned mod en styrke på 1.000 - 1.500 osmanniske soldater, som blev demoraliserede. Som følge af dette angreb blev der hejst et hvidt flag og kl. 5 tilfangetoges de tyske og osmanniske soldater som stædigt havde forsvaret deres stillinger på Wellington Ridge, der dominerede lejrene ved Romani. I alt 1.500 blev taget til samme i nærjeden af Wellington Ridge. Alene 864 soldater overgav sig til infanteriet i 8. skotske riffelregiment, mens angre blev taget til fange af de lette beredne og beredne riffelregimenter. Kl. 5.30 var den tyske og osmanniske hovedstyrke i uordnet tilbagetog mod Katia, med 1. og 2. lette beredne brigade og Ayrshire og Leicestershire batterierne tæt efter sig. Kl. 6 overgav yderligere 119 sig til infanteri i skanse No. 3. Mens disse fanger blev behandlet, blev det tydeligt, at de var del af en bagtrop og at en fuld tilbagetrækninger var i gang. Kl. 6.30 beordrede Lawrence Chauvel til at overtage kommandoen over alle tropper og indlede en hurtig generel fremrykning mod øst.

### Britisk fremrykning mod den osmanniske bagtrop ved Katia
Infanteri fra 42. division var ankommet dagen før slaget med tog fra Hill 70, Hill 40 og Gilban stationen, og sammen med infanteri fra 52. division fik den ordre til at rykke ud og støtte de beredne australske, newzealandske og britiske brigader. Den 42. division fik ordre til at rykke frem til Hod el Enna. Den 127. brigade afmarcherede kl. 7.30 og nåede Hod el Enna mellem 9.30 og 10, mens 125. brigade nåede frem kl. 11.15. De blev støttet af det egyptiske kamel transportkorps, som arbejdede med hærens service korps på at forsyne dem med drikkevand. Da de led meget i det skoldende varme sand, marcherede infanteriet i 42. division langsomt og langt bagude. 52. division mødte også vanskeligheder. Selv om Lawrence beordrede divisionen af sted kl. 6.37 forlod mændene ikke deres skyttegrave før det var næsten middag og ankom til deres mål ved Abu Hamra sent på aftenen. Som følge heraf kunne Kress von Kressenstein fjerne hovedparten af sine tropper og sit tunge artilleri fra det umiddelbare kampområde i løbet af dagen. Selv om det er blevet fremført, at "britiske reserver bankede" tyskerne og osmannerne til at gå i stå den 5. august, lader det til at en af infanteridivisionerne tøvede med at forlade sine stillinger. Ingen af infanteridivisionerne var trænet i ørkenkrig og fandt det uhyre svært at komme gennem sandklitterne. De kunne ikke holde trit og udholdenhed med de veltrænede tyske og osmanniske styrker og blev hæmmet af problemer med vandforsyningen.
Kl. 6.30 da Lawrence gav Chauvel ordre til at overtage kommandoen over alle de beredne tropper (undtagen den mobile kolonne) var den newzealandske beredne riffelbrigade, 5. beredne og 3. lette beredne brigade noget spredt. Kl. 8.30 var den beredne newzealandske riffelbrigade nået til Bir en Nuss. Der fandt de 3. lette beredne brigade, som havde fået ordre til først at rykke til Hamisah og derpå mod venstre til Katia for at samarbejde i et generalangreb. Fortroppen rykke ud for at udføre disse ordrer kl. 9. Kl. 10.30 begyndte den generelle beredne fremrykning og ved middag var den nået til en linje fra vest for Bir Nagid til syd for Katib Gannit. I centrum nærmede den newzealandske beredne riffelbrigade sig Katia Oasens sydvestlige udkant. Til venstre for den angreb 1. og 2. lette beredne og 5. beredne brigade samt infanteri fra 52. infanteridivision Abu Hamra, nord for den gamle karavanevej, mens 3. lette beredne brigade var borte til højre for newzealænderne, syd for den gamle karavanevej, hvor de angreb tyske og osmanniske enheder ved Bir el Hamisah.
Mellem kl. 12 og 13 rekognoscerede lederne af den newzealandske beredne riffelbrigade, 1. og 2. lette beredne og 5. beredne brigade den tyske, østrigske og osmanniske bagtrops stilling 3 km vest for Katia. Det blev besluttet at de tre lette beredne brigader skulle ride frem sammen med de beredne tropper og angribe tyskerne og osmannerne i deres højre flanke. Bagtroppen gjorde meget beslutsom modstand fra en velforberedt linje, som strakte sig fra Bir El Hamisah til Katia og videre til Abu Hamra. Deres artilleri og maskingeværer var godt placeret blandt palmerne som omgav den østlige side af en stor flad marsk, som strakte sig lige foran fronten på deres stillinger, hvilket gav dem et fremragende skudfelt.
Et generelt beredent angreb indledtes kl. 14.30. En time senere rykkede den newzealandske beredne riffelbrigade og 1. og 2. lette beredne brigader
frem i galop mod Katia. Da de havde nået kanten af det hvide gips dannede styrken en linje, påsatte bajonetter og angreb over det udsatte område. De angreb i en lang linje af heste, gennem granatild og kugler, mens de holdt påsatte bajonetter. På den fjerneste venstre fløj gjorde intensiteten i beskydningen fra bagtroppen det nødvendigt for den sværdbevæbnede 5. beredne brigade at sende hestene tilbage og rykke frem afsiddet. Alle de angribende brigader blev efterhånden tvunget til at sidde af, da terrænet blev for sumpet. De blev mødt af velplaceret kraftig tysk, østrigsk og osmannisk artilleriild, som fuldstændig overgik støtteilden fra Ayrshire og Somerset batterierne. Ved solnedgang var den britiske fremrykning blevet stoppet. 9. lette beredne regiment (fra 3. lette beredne brigade) på den ekstreme højrefløj blev holdt tilbage af en beslutsom tysk og osmannisk bagtrop og kunne ikke arbejde sig rundt om flanken på denne stilling. Med efter at have galoperet ind til nogle få hundrede meters afstand på bagtroppens linje foretog de et afsiddet bajonetangreb under dække af maskingeværild og artilleriild fra Inverness batteriet. Som følge heraf opgav den tyske og osmanniske styrke deres stilling og efterlod 425 og 7 maskingeværer, der blev taget til fange. I stedet for at stå fast på det erobrede, trak de sig tilbage og denne tilbagetrækning førte til at kraftigt tysk og osmannisk modangreb, som ramte Canterbury Mounted Rifle Regiment.
Mørket gjorde til sidst en ende på slaget. I løbet af natten trak tyskerne, østrigerne og osmannerne sig tilbage til Oghrantina: Mens den beredne Anzac division fik vand ved Romani, efterlod den en trop af Auckland Mounted Rifle Regiment som lyttepost på slagmarken.
Det to dage lange slag om Romani og Suezkanalen var blevet vundet af det britiske infanteri og de australske, britiske og newzealandske beredne tropper. De tog omkring 4.000 tyske og osmanniske fanger og dræbte over 1.200, men fjendens hovedstyrke kunne undslippe med al deres artilleri, bortset fra et enkelt batteri, og trække sig tilbage til Oghratina efter at have udkæmpet en vellykket bagtropskamp ved Katia.
Efter at have båret byrden med lange dage med patruljering, rekognoscering og mindre træfninger med de fremrykkende østrigske, tyske og osmanniske kolonner inden slaget, havde 1. og 2. lette beredne brigade alene modstået angrebet fra midnat mellem den 3. og 4. august til daggry den 4. august, foruden at fortsætte med at kæmpe i løbet af de lange dage under slaget. Om aftenen den 6. august var de fuldstændig udmattede. Deres udtyndede geledder stavrede tilbage til deres bivuakker ved Romani og Etmaler, hvor de fik tildelt en dags hvile.

## Forfølgelsen indledes
Kress von Kressenstein havde forberedt successive forsvarslinjer under sin fremrykning mod Romani, og selv om han havde mistet et batteri artilleri og over en tredjedel af sine soldater, udkæmpede han en række effektive bagtrop kampe, som forsinkede den britiske forfølgelse og gjorde det muligt for hans styrke at trække sig tilbage til al-Arish.
I løbet af natten mellem 5. og 6. august lå infanteriet i 155. og 157. infanteribrigade ved Abu Hamra, 127. brigade ved Hod el Enna, 125. brigade til venstre herfor i kontakt med 156. brigade som havde forbindelse til skanse No. 21. Den næste morgen blev infanteriet i 42. division beordret til at rykke østpå kl. 4 og besætte en linje fra Bir el Mamluk til Bir Katia, mens 52. division skulle rykke fra Abu Hamra og forlænge 42. divisions linje mod nordøst. Selv om de udførte deres ordrer under deres to-dages march fra Pelusium station til Katia mistede infanteriet i 127. brigade 800 mand på grund af sol og tørst. Angre infanterienheder led tilsvarende. Det kom til at stå klart, at infanteriet ikke kunne fortsætte, og de ophørte med at blive anvendt i fremrykningen. Rent faktisk var det nødvendigt at indsætte Bikanir kamelkorpset og rytteri og sanitærtropper i efter eftersøgning af ørkenen efter de som var blevet efterladt.
Den mobile kolonne mod syd, som bestod af Imperial kamelbrigade, 11. lette beredne og City of London Yeomanry Regiment (undtagen to eskadroner), rykkede fra Ferdan og Ballah jernbanen for at angribe den tyske og osmanniske venstre flanke, idet de passerede Bir El Mageibra, Bir El Aweidia og Hod El Bayud. De fandt Mageibra forladt den 5. august. Efter at have slået lejr for natten kæmpede de mod stærke fjendtlige styrker mellem Bayud og Mageibra den følgende dag, men kunne ikke komme nogen vegne. Nogle dage senere, den 8. august, lykkedes det den mobile kolonne at rundt om den osmanniske flanke, men var for svage til at have nogen effekt, og trak sig tilbage til Bir Bayud.

### Fremrykning mod Oghratina – 6. august
I løbet af den foregående nat evakuerede den tyske og osmanniske styrke Katia og fortsatte mod Oghratina da Chauvel gav den beredne Anzac division ordre til at fortsætte angrebet. Den newzealandske beredne riffelbrigade og 5. beredne brigade blev beordret til at tage Oghratina. Trods forsøg fra disse to brigader på at omgå fjendens flanke blev de tvunget til at gennemføre et frontalangreb mod en kraftigt forskanset bagtrop, som lå i stillinger der kraftigt favoriserede forsvarerne og som blev støttet af omhyggeligt placeret artilleri. I mellemtiden rykkede de to infanteridivisioner frem for at garnisonere Katia og Abu Hamra og Lawrence flyttede sit hovedkvarter frem fra Qantara til Romani. 3. lette beredne brigade på højre fløj rykkede frem mod Badieh, men kunne kun gøre små fremskridt mod stillinger som blev sikkert holdt af tyske og osmanniske styrker.
Den newzealandske beredne riffelbrigade var rykket ud ved daggry efterfulgt af 5. beredne brigade uden støtte af en ambulance, da den newzealandske feltambulance ikke var vendt tilbage fra Romani og den 5. berednes feltambulance endnu ikke var ankommet. Heldigvis var tabene små, og begge ambulancer nåede frem om aftenen. Den 3. lette berednes feltambulance havde etableret en forbindingsstation ved Bir Nagid syd for Romani, hvor den behandlede sårede fra 3. lette beredne brigades kamp ved Bir el Hamisah. En konvoj bragte de sårede osmanner fra en kalkgrav syd for Romani og 150 tilfælde af solstik fra infanteriet i 42. division blev behandlet i løbet af dagen.
 Vi er stadig i forfølgelse, men det har nødvendigvis gået langsomt, da hestene er trætte og fjenden, når vi rykker frem, har forskanset sig forskellige steder, hvilket har gjort det muligt for ham at udkæmpe en mesterlig bagtropskamp … Da jeg fortsætter må jeg slutte

 — General Chauvels brev til sin kone, dateret 13. august

### Oghratina opgives den 7. august
De tre samme beredne brigader rykkede ud for at angribe de tyske og osmanniske stillinger ved Oghratina, men bagtroppens stilling viste sig at være for stærk. Uden støtte fra infanteri eller tungt artilleri var den beredne styrke for lille til at erobre denne stærke bagtrop stilling, men truslen fra den beredne styrke var nok til at tvinge fjenden til at evakuere stillingen. I løbet af natten trak den tyske og osmanniske styrke sig tilbage til Bir el Abd, hvor de havde været tre uger tidligere, den 20. juli, hvor de etablerede en base med et depot til forsyninger og lagre.
Den 7. august fik det egyptiske kameltransport korps i Romani ordre til at rykke ud med forsyninger til de fremrykkende tropper. Denne dag var imidlertid også en muslimsk festdag og 150 mand, hvoraf de fleste var nået forbi afslutningen på deres tjenestetid, nægtede at fylde deres vandbeholder, modtage rationer og sadle op. En mand blev slået i hovedet med skæftet af en pistol, og de protesterende blev fordelt i små grupper og tildelt forskellige enheder i 52. infanteridivision.

### Debabis besættes den 8. august
Den newzealandske beredne riffelbrigade nåede til Debabis den 8. august. Da den 3. lette beredne brigade nåede frem passerede de mange døde osmanner og briter. En osmannisk snigskytte havde en bunke på hundreder af brugte patroner ved siden af sig. I mellemtiden fortsatte Bikanir kamelkorpset og en eskadrille fly med at gennemsøge ørkenen efter forsvundne mænd.

## Kampene ved Bir el Abd – 9. til 12. august
Chauvel planlagde, med Lawrences godkendelse, at erobre den osmanniske bagtrop i deres fremskudte base vedBir El Abd, 32 km øst for Romani. Stillingen var stærk med en overlegen styrke af tyske, østrigske og osmanniske tropper, støttet af velplaceret artilleri, men garnisonen sås afbrænde lagre og evakuere lejre.
Chauvel indsatte den beredne Anzac division i fremrykningen med den beredne newzealandske riffelbrigade i centrum, som fulgte telegraflinjen. På deres højre side, med 1 km hul kom 3. lette beredne brigade, som var i forbindelse med en lille flyvende kolonne, den mobile kolonne fra City of London Yeomanry, 11. lette beredne regiment og Imperial kamelbrigade, som igen skulle forsøge at komme rundt om den tyske og osmanniske venstre flanke og afskære deres tilbagetog. Fremrykningen af 3. lette beredne og den newzealandske beredne brigade fra Oghratina til Bir el Abd skulle begynde ved daggry den 9. august, med 4. beredne brigade i reserve. Til venstre for newzealænderne var Roystons kolonne, en blandet styrke af de udtyndede 1. og 2. lette beredne brigader, taget til Katia for at få vand, og var derefter redet gennem natten til Hod Hamada 6 km nordvest for Bir el Abd, hvortil de ankom kl. 3 den 9. august. De skulle gøre rast i 1½ time inden de fortsatte til et punkt 3 km nordøst for Bir el Abd, og samarbejde med den beredne newzealandske riffelbrigade om angrebet på bagtroppens stilling kl. 6.30.
Da angrebet kun blev støttet af fire batterier hestartilleri og blev sat ind mod en forberedt stilling, som blev holdt af en overlegen styrke, som havde mange maskingeværer og blev støttet af det dobbelte antal kanoner, herunder tunge haubitser var det noget af en risiko. Den angribende styrke havde kun fordel af sin mobilitet.

### Angrebet den 9. august
3. lette beredne brigade tog ud for at finde og omgå den tyske og osmanniske venstre flanke mens den newzealandske beredne riffelbrigade kl. 4 tog retning direkte mod Bir el Abd langs den gamle karavanevej. Kl. 5 havde de fordrevet fjendens forposter og nåede det højtliggende terræn med udsigt over Bir el Abd. Roystons kolonne tog af sted kl. 5 med det mål at omgå den osmanniske styrkes højre fløj, mens newzealænderne angreb i centrum. De fire brigader dækkede en front på 8 km.
De fremskudte tropper i den tyske og osmanniske bagtrop, som holdt en front på omkring 16 km, blev drevet tilbage til Bir el Abd af newzealænderne. På dette tidspunkt så det ud til at angrebet skulle lykkes, da de havde sat sig godt fast over telegraflinjen og den gamle karavanevej med støtte fra Somerset og Leicester batterierne; men tyske, østrigske og osmanniske bagtrio indså snart hvor tynd den angribende linje var og kl. 9. rykkede de ud af deres skyttegrave i et modangreb. Dette aggressive skridt blev kun stoppet af artilleribeskydning fra Somerset batteriet effektivt kombineret med beskydning fra maskingeværer. Den efterfølgende ildkamp gjorde det meget vanskeligt for de beredne riffelskytter at holde deres tilling, og på flankerne blev de lette beredne også stoppet. Det tyske og osmanniske infanteri fornyede deres angreb mod et hul mellem newzealænderne og 2. lette beredne brigade, men 5. lette beredne regiment fyldte hullet og angrebet den tyske og osmanniske fremrykning blev stoppet.
Chauvel beordrede 3. lette beredne brigade, som ikke havde kunne omgå den tyske og osmanniske flanke, til at rykke tættere på newzealænderne, som fornyede deres forsøg, men kun opnåede at blotlægge deres flanker, da australierne ikke kunne følge med i deres fremstød. Kl. 10.30 var al fremrykning stoppet. Den newzealandske beredne riffelbrigade fortsatte med at holde stand i centrum, mens begge flanker bøjede tilbage under pres fra den stærke tyske og osmanniske styrke. Resultatet var at newzealænderne endte med at holde et meget smalt frontfremspring på skråningerne over Bir el Abd. Friske tyske eller osmanniske forstærkninger al-Arish indledte herefter et voldsomt modangreb på en front af omkring 4 km længde i centrum. Dette angreb ramte Canterbury og Auckland regimenterne og en eskadron af Warwickshire Yeomanry fra den 5. beredne brigade under Chaytor. Newzealænderne blev støttet af maskingeværer. En maskingeværsektion, som var tilknyttet Canterbury Mounted Rifles Regiment, skød med deres maskingeværer direkte mod de angribende soldater og stoppede dem da de var under 100 meter fra newzealændernes stilling.
Ved middagstid var fremrykningen var fremrykningen fuldstændig stoppet af beslutsomme modangreb støttet af friske tyske eller osmanniske tropper fra al-Arish. Endnu mere end ved Katia den 5. august var disse soldater, flere, parat og fuld af kampgejst og havde mere støtte i form af velplacerede østrigske og osmanniske kanoner, som både leverede kraftig og præcis beskydning. På dette tidspunkt indledte bagtroppen et nyt kraftigt modangreb med to kolonner på 5-6.000 tyske og osmanniske tropper mod Canterbury og Auckland regimenterne og eskadronen af Warwickshire Yeomanry. Kl. 14 var angrebet bredt ud, så det også nåede den beredne styrkes venstre flanke, hvor Ayrshire batteriet og Roystons kolonne blev hårdt ramt af beskydningen de mistede 39 heste hvilket gjorde det yderst vanskeligt at flytte kanonerne. De blev tvunget til at trække sig næsten 1½ km tilbage og den 2. lette beredne brigade måtte efter at være trængt langt frem på højre flanke også trække sig tilbage på grund af fjendens præcise artilleribeskydning.
En yderligere tilbagetrækning af 3. lette beredne brigade gjorde den newzealanske beredne riffelbrigades stilling kritisk, og kl. 17.30 gav Chauvel ordre til en generel tilbagetrækning. Det viste sig at blive en udfordring at sætte af fra fjenden. Kun newzealændernes ihærdighed og nattens komme reddede den fra sikker tilfangetagelse. Til sidst havde maskingevær eskadronen alle sine maskingeværer på linje og nogle af dem skød mod fjenden, som var under 100 meter borte. De blev støttet af eskadroner af 5. beredne brigade, som i fællesskab med held dækkede newzealændernes tilbagetrækning.
Efter denne dag med intense kampe, som er blevet beskrevet som den hårdeste kamp under hele Sinai felttoget, var den beredne Anzac divisions fremrykning i praksis stoppet. Chauvel beordrede divisionen tilbage efter vand ved Oghratina, uagtet Lawrences ønske om at de skulle gå i bivuak nær Bir el Abd; men Chauvel konkluderede, at hans styrke ikke var i en tilstand hvor den kunne blive indenfor rækkevidde af denne stærke og aggressive fjendtlige styrke. Hertil kom, at den beredne Anzac division havde mistet en betydelig del af sin kampkraft. Der var tab på over 300, hvoraf 8 officer og 65 mand var dræbt.

### Planlagt angreb den 12. august
Ved daggry den 10. august blev der sendt stærke patruljer frem og de forblev i kontakt med styrken ved Bir el Abd dagen igennem, men uden friske tropper kunne der ikke foretages et nyt angreb.
Der foregik ingen større kampe den 11. august, men Kress von Kressensteins styrke ved Bir el Abd blev overvåget og generet, og der blev lagt planer om et angreb den 12. august. Den beredne Anzac division begyndte at rykke frem ved daggry, men snart efter rapporterede fremskudte patruljer, at garnisonen ved Bir el Abd var på tilbagetog. Den beredne styrke fulgte efter østrigerne, tyskerne og osmannerne så langt som til Salmana, hvor en anden bagtropstræfning forsinkede den beredne styrke, mens fjendens tilbagetrækning fortsatte tilbage til al-Arish.
Den beredne Anzac divisions forbindelseslinjer var nu strakt fuldt ud, og vanskelighederne ved at forsyne de beredne tropper fra Romani gjorde det umuligt for den britiske styrke at overveje yderligere fremstød på dette tidspunkt. Der blev gjort tiltag til at fastholde og garnisonere det område, som var blevet vundet afgørende i denne række af uafgjorte kampe fra Katia øst på til Bir El Abd.
Det lykkedes Kress von Kressenstein at trække sin anslagne styrke tilbage fra en potentielt farlig situation. Både hans fremrykning til og tilbagetog fra Romani var bemærkelsesværdige bedrifter hvad angik planlægning, ledelse, stabsarbejde og udholdenhed.

## Tab
Ifølge den officielle australske medicinske historie var de samlede britiske tab:
|               | Dræbte | Døde af sår | Sårede | I alt |
| ------------- | ------ | ----------- | ------ | ----- |
| Britiske      | 79     | 27          | 259    | 365   |
| Australske    | 104    | 32          | 487    | 623   |
| Newzealandske | 39     | 12          | 163    | 214   |
| I alt         | 222    | 71          | 909    | 1202  |

Andre kilder angiver det totale antal dræbte som 202 og de samlede tab på 1.130 hvor af 900 var fra den beredne Anzac division.
Den osmanniske armés tab er blevet vurderet til at have været 9.000. 1.250 blev begravet efter slaget og 4.000 blev taget til fange.
Sårede blev behandlet af læger, bårebærere, kameldrivere og sandkærrekuske, som arbejdede utrætteligt, ofte i skudlinjen og tilbagelagde enorme afstande under vanskelige forhold og gjorde alt hvad de kunne for at lindre de såredes lidelser. De sårede blev transporteret på kameler
eller i sandkærrer tilbage til feltambulancerne, da det tunge sand gjorde de umuligt at bruge moter- eller hestetrukne ambulancer. Mellem den 4. og 9. august indsamlede den beredne Anzac divisions fem feltambulancer 1.314 patienter, heriblandt 180 fjendtlige sårede.
 Evakueringen med tog fra Romani blev gennemført på en måde, som forårsagede megen lidelse og chok for de sårede. Den blev ikke gennemført før om natten den 6. august – transporten af fanger fik forrang for transporten af sårede – og der var kun åbne vogne uden strå til rådighed. Militær nødvendighed gjorde det nødvendigt mes megen rangering og forsinkelse, så det tog fem timer at tilbagelægge 40 km. Det forekom grusomt at rangere med et tog fuldt af sårede i åbne vogne; men det måtte gøres. Hvert bump i det fjederløse tog var yderst pinefuldt.

 — Uddrag fra en alvorligt såret læges dagbog.
Da der ikke var udstedt ordrer, som koordinerede evakueringen fra feltambulancerne, lavede underdirektørerne for medicinske tjenester deres egne arrangementer. Underdirektøren i den beredne Anzac division aftalte med sine kolleger i de to infanteridivisioner at etablere en fordelingsstation ved slutningen af jernbanen 6 km forbi Romani. Denne station blev bemandet med personel fra den beredne Anzac, 42. og 52. division. Da der ikke forelå ordrer fra No. 3 Sektions hovedkvarter om evakuering af sårede fra de tre divisioner blev fanger transporteret tilbage til Qantara med tog inden de sårede, hvilket forårsagede utilfredshed og mistro på alle niveauer overfor overkommandoen i lang tid efter.

## Efterspil
Slaget ved Romani var den første storstilede kavaleri og infanteri sejr til briterne i 1. Verdenskrig. Den indtraf på et tidspunkt hvor de allierede nationer ikke havde oplevet andet end nederlag i Frankrig, Thessaloniki og kapitulationen af Kut i Mesopotamien. Slaget er blevet bredt anerkendt som en strategisk sejr og vendepunkt i felttoget for at genvinde Egyptens territoriale integritet og sikkerhed og markerede slutningen på felttoget til lands mod Suez-kanalen.
 Romani var den første afgørende sejr opnået af britiske landstyrker og ændrede hele karakteren af felttoget i dette kampområde, vristede initiativet væk fra fjenden, det initiativ som han aldrig fik tilbage. Det gjorde det også til en realistisk mulighed at fjerne fjendens tropper fra egyptisk område.

 — General Chauvel

Denne række af vellykkede britiske infanteri og beredne operationer resulterede i et komplet nederlag for den 16.000-18.000 mand stærke tyske, østrigske og osmanniske styrke, hvoraf halvdelen blev dræbt eller såret og næsten 4.000 taget til fange. Der blev også taget et kanonbatteri med fire svære kanoner, 9 maskingeværer, en komplet kamelbåret maskingevær kompagni, 2.300 rifler og 1 mio. patroner, 2 komplette felthospitaler med alle instrumenter og udstyr, mens store lagre af forsyninger i lageret ved Bir el Abd blev ødelagt. Alle de erobrede våben og udstyret var fremstillet i Tyskland og den kamelbårne maskingeværenheds udstyr var specielt fremstillet til ørkenkrig. Mange af riflerne var af nyeste model og var lavet i rustfrit stål. Murray vurderede, at de samlede tyske og osmanniske tab lå på omkring 9.000, mens et tysk estimat sætter til tallet ti len tredjedel af styrken (5.500 til 6.000), hvilket synes lavt i betragtning af antallet af fangne.
Den beredne Anzac divisions taktik skulle vise sig effektiv under det kommende felttog i Sinai og Levanten (Palæstina). Nøglen til de beredne styrkers metode var hurtigt at rykke ind i et taktisk område, og så i praksis operere som infanteri når de var siddet af. Ved forsvar spredte artilleri og maskingeværer kaos i fjendtlige angreb og under den beredne fremrykning dækkede de den beredne styrkes fremrykning.
Slaget blev udkæmpet under ekstreme forhold i Sinaiørkenen midt i sommerheden over mange dage, hvilket forårsagede store lidelser for mænd og dyr og forlangte ihærdighed og udholdenhed af alle som var med.
Slaget ved Romani markerede slutningen på det tyske og osmanniske felttog mod Suezkanalen. Offensiven var afgørende skiftet over til den britiske styrke anført af den beredne Anzac division. Efter slaget blev Kress von Kressensteins styrke trængt tilbage over Sinaihalvøen for herefter at blive slået i slaget ved Magdhaba i december 1916 og videre tilbage til grænsen til Palæstina hvor den blev besejret i slaget ved Rafah i januar 1917, som effektivt sikrede Sinai-halvøen. Dette vellykkede 7 måneder lange britiske felttog startede ved Romani i august og sluttede med det Første slag om Gaza i marts 1917.

### Kritik
Slaget om Romani har været omgivet af kontrovers og kritik. Det er blevet hævdet at ligesom Angrebet på Suez-kanalen i 1915 var det blot et angreb med henblik på at afbryde trafikken på kanalen frem for et forsøg på at få kontrol over kanalen. At det Osmanniske Rige havde til hensigt at
besætte Romani og Qantara med stærke enheder støttes af forberedelser i det sydlige Palæstina som strakte sig ind i Sinai. Disse omfattede forlængelse af jernbanen til al-Arish, med en god bilvej ved siden af jernbanen. Cisterner og andre faciliteter blev bygget langs denne rute til opbevaring af vand og ved al-Arish var enorme reservoirer udsprængt i klipperne under bygning i december 1916 da den beredne Anzac division nåede frem til stedet lige inden slaget ved Magdhaba.
Slaget skulle enten have været Murrays eller, hvis det absolut skulle være Lawrences, skulle han have placeret alle placeret alle disponible tropper under Lawrence så snart fjenden ankom i styrke til Oghratina.
Murray, Lawrence og Chauvel har alle fået kritik for at lade Kress von Kressensteins styrke undslippe. Yderligere er det blevet hævdet, at de beredne styrkers taktik rent faktisk hjælp fjendens tilbagetrækning ved at koncentrere sig om direkte angreb i stedet for angreb i flanken. Den officielle britiske historiker anerkender den skuffelse som opstod ved den vellykkede tilbagetrækning af den tyske, østrigske og osmanniske styrke, men han bemærker også kvaliteten af de successive bagtropsstillinger, som var opbygget under fremrykningen, og den styrke, beslutsomhed og udholdenhed som fjenden udviste. Bagtroppernes styrke blev tydeligt demonstreret ved Bir el Abd den 9. august, da de beredne styrker forsøgte at omgå den store forskansede styrke. Det slog fejl, fordi de var i stort undertal. Hvis den beredne Anzac division rent faktisk var kommet rundt om flanken uden infanteristøtte ville den rent faktisk have stået overfor langt overlegne styrker, og kunne være blevet nedkæmpet.
Det er blevet hævdet, at en mulighed gik tabt den 5. august for at omringe og fange den invaderende østrigske, tyske og osmanniske styrke da den fik lov til at trække sig tilbage til Katia. Infanteriets vanskeligheder med vandforsyning og kameltransport sammen med deres manglende træning i ørkenkrig, foruden Lawrences forvirrende ordrer til infanteriet i 52. division om at rykke sydpå og derop østop forhindrede dem i straks at rykke frem og afskære fjendens tilbagetog i de tidlige timer af 2. dagens kampe. General Lawrence fik kritik for at løbe en alvorlig og unødvendig risiko ved kun at lade en forskanset infanteridivision og to lette beredne brigader om at forsvare Romani. At det stærke fjendtlige angreb mod 1. og 2. lette beredne brigade under den første nats slag trængte dem så langt tilbage, at det planlagte angreb i flanken fra den newzealandske riffelbrigade i stedet næsten blev til et frontalangreb. Lawrence blev også lastet for at blive tilbage i sit hovedkvarter ved Qantara, hvilket blev anset for at være for langt fra slagmarkend og at dette bidrog til at han mistede kontrollen over slaget i løbet af den første dag da telefonforbindelsen blev afbrudt og han var uden forbindelse til Romani. Lawrence fik også kritik for ikke at gå frem og kontrollere udførelsen af hans ordrer den 5. august, da det ikke lykkedes at koordinere bevægelsen af 3. lette beredne brigade og den mobile kolonne.
Chauvel reagerede ved at påpege at kritikken af slaget truede med at overskygge betydningen af sejren.

### Hædersbevisninger
Murray overdængede den beredne Anzac division med ros i telegrammer til generalguvernørerne i Australien og New Zealand og i hans officielle depeche og i breve til Robertson, hvor han skrev:

Hver dag viser hvilken uundværlig del af mine styrker de udgør ... Jeg kan ikke tilstrækkeligt rose den tapperhed, standhaftighed og utrættelige energi som er udvist af denne fine division igennem operationerne ... disse Anzac tropper er hjørnestenen i forsvaret af Egypten.
Men han undlod at sikre, at disse soldaters kampegenskaber sikre dem en proportional andel af anerkendelse og hæder. Selv om det blev hævdet at alene Chauvel havde haft et klart billede af slaget, at hans ro og håndelag havde været afgørende for at vinde sejren, blev hans navn udeladt i den lange liste over udmærkelser, som blev tildelt nytårsdag 1917. Murrey tilbød rent faktisk Chauvel en mindre orden (en Distinguished Service Order) for slaget ved Romani, hvilken han afslog.
Efter at have læst Murreys beskrivelse i sin officielle depeche om slaget og gengivet i en parisisk udgave af 'Daily Mail', skrev Chauvel til sin kone den 3. december 1916,

Jeg er bange for at mine mænd vil blive meget vrede, når de ser det. Jeg kan ikke forstå hvor den gamle ikke yder retfærdighed til de som han skyldte så meget og det hele er fuldstændig inkonsistent med det kan allerede havde telegraferet.

Det var først efter sejren i slaget ved Rafah at Chauvel blev ridder af Sankt Mikaels og Sankt Georgs orden, men netop denne orden tildeles for vigtige ikke-militære tjenester i et fremmed land. Det var ikke kun hans militære indsats ved Romani, som ikke var blevet anerkendt, men også den indsats som blev ydet af alle de som kæmpede i den beredne Anzac division ved Romani, al-Arish, Magdhaba og ved Rafah. I september 1917, ikke længe efter at general Edmund Allenby blev øverstkommanderende for den egyptiske ekspeditionsstyrke at , Chauvel skrev til hovedkvarteret for at pointere den uretfærdighed som var sket mod hans tropper ved fronten. Han anerkendte at det var "vanskeligt at gøre noget nu for at rette op på det, men mente at den øverstkommanderende skulle vide at der var megen bitterhed over det."

## Yderligere læsning
- "1st Light Horse Brigade War Diary". First World War Diaries AWM4, 10-1-25. Canberra: Australian War Memorial. august 1916. Arkiveret fra originalen 21. marts 2011. Hentet 30. december 2015.
- "2nd Light Horse Brigade War Diary". First World War Diaries AWM4, 10-2-19. Canberra: Australian War Memorial. august 1916. Arkiveret fra originalen 21. marts 2011. Hentet 30. december 2015.
- "5th Light Horse Regiment War Diary". First World War Diaries AWM4, 10-10-20. Canberra: Australian War Memorial. august 1916. Arkiveret fra originalen 28. juni 2013. Hentet 30. december 2015.

## Eksterne kilder
- Wikimedia Commons har flere filer relateret til Slaget ved Romani
- Dale, C. "German Colonial Uniforms; Army Overseas Forces; II German Army in the Ottoman Empire 1914–18; Brief Campaign and Unit Histories". Germancolonialuniforms.co.uk. Hentet 22. maj 2012.
- The Turkish Rout at Romani – fra et illustreret britisk blad, udgivet september 1916.
- Australian Light Horse Studies Centre Arkiveret 11. august 2011 hos  Wayback Machine har afskrevet hele krigsdagbogen (fra 29. marts til 27. juli 1916) for det tyske 605. maskingevær kompagni, som blev taget til fange ved Romani.

30°59′31″N 32°38′53″Ø / 30.992°N 32.648°Ø